# Majda Mehmedović
Majda Mehmedović född den 25 maj 1990 i Bar, är en montenegrinsk handbollsspelare.

## Klubblagskarriär
Mehmedović spelade för den montenegrinska ŽRK Budućnost, med vilken hon vann det nationella mästerskapet och cupen flera gånger. Internationellt vann hon cupvinnarcupen i handboll med Budućnost 2010 och EHF Champions League 2012 och 2015. Sommaren 2016 flyttade hon till rumänska klubben CSM Bukarest.  Med Bukarest vann hon det rumänska mästerskapet 2017 och 2018 och det rumänska mästerskapet 2017, 2018 och 2019. Sommaren 2019 återvände hon till ŽRK Budućnos.  Med Budućnost vann hon den nationella dubbeln 2020 och 2021. Sedan sommaren 2021 har hon haft kontrakt med den turkiska klubben Kastamonu GSK, med vilken hon vann både det turkiska mästerskapet och den turkiska cupen 2022.

## Landslagskarriär
Mehmedović vann bronsmedaljen vid U20-VM 2010. Hon  spelade också i Montenegros damlandslag i handboll från 2008 och 2021. Hon representerade Montenegro vid Världsmästerskapet i handboll för damer 2011.  Sommaren 2012 spelade Mehmedović i Montenegros lag vid sommar-OS i London, där hon tog OS-silver i damernas turnering  2012 vann hon också den europeiska titeln med Montenegro. Hon deltog också i OS 2016 i Rio de Janeiro, i EM 2016, EM 2018 och OS 2020 i Tokyo. Vid EM 2018 valdes hon in i All-Star-Team.